# جبئة (حديبو)

تعديل مصدري - تعديل

جبئة إحدى قرى مديرية حديبو التابعة لمحافظة سقطرى، بلغ تعداد سكانها 66 نسمة حسب تعداد اليمن لعام 2004.